# تایرسی
تایرسی (به آلمانی: Thiersee) یک منطقهٔ مسکونی در اتریش است که در ناحیه کوفستاین واقع شده‌است. تایرسی ۱۰۸٫۶۱ کیلومتر مربع مساحت دارد ۶۷۸ متر بالاتر از سطح دریا واقع شده‌است.